# Mark E. Smith
Pour les articles homonymes, voir Mark Smith (homonymie), Smith et MES.
Mark Edward Smith, également surnommé « MES », né le 5 mars 1957 à Salford et mort le 24 janvier 2018 à Prestwich, est un chanteur britannique. Leader et parolier du groupe post-punk The Fall, il en est le seul membre permanent à partir de 1977.

## Biographie
Mark Edward Smith est né dans une famille de la classe populaire à Broughton (Grande-Bretagne) dans la conurbation du Grand Manchester et il a déménagé très jeune à Prestwich (Bury). Il a fondé le groupe post-punk The Fall (nommé ainsi en hommage au livre La Chute de Camus) avec quelques amis après avoir quitté le lycée à l'âge de 19 ans. Il était présent au concert des Sex Pistols au Manchester's Free Trade Hall, ce qui a déclenché sa vocation comme celle de beaucoup d'autres. « Quoi que je fasse, cela serait meilleur que la merde pseudo-punk que j'entendais à l'époque » (“Whatever I did would have to be better than most of the so-called punk shit I was hearing at the time"). Assez rapidement, il abandonne son emploi sur les docks de Salford pour se consacrer au groupe et a continué jusqu'à son décès.
Mark E. Smith est connu pour son chant très particulier (Parlé-chanté, avec mordant et ironie) et ses textes qui mélangent des éléments de réalisme social, de surréalisme et d'absurde, sur des sujets aussi variés que le chômage, la violence dans le football, le voyage dans le temps, les fantômes...
Dans ses interviews, il cite Colin Wilson, William Seward Burroughs, Wyndham Lewis, Damo Suzuki et Philip K. Dick comme influences, ainsi que H. P. Lovecraft, dont il a lu une nouvelle The Colour Out Of Space à Noël 2007 pour le site internet du BBC Collective.
Il fait aussi les bonheurs de la presse musicale pour ses frasques alcooliques, ses bagarres avec ses musiciens, des journalistes et des membres du public, ainsi que pour ses commentaires acariâtres sur le petit monde de la musique britannique. C'est cet alter-ego médiatique, alcoolique, bedonnant, inarticulé que le dessinateur français Luz a croqué dans une bédé.
En 2002, les lecteurs du Manchester Evening News l'ont élu « Greatest Mancunian of all time » (plus grand Mancunien de tous les temps).
En août 2005, il a reçu le prix « Contribution to Music » des Diesel-U-Music Awards.
Il meurt le 24 janvier 2018 au matin chez lui des suites d'un cancer des poumons et des reins.

### Autobiographie
Son autobiographie, Renegade, the Lives and Tales of Mark E. Smith a été publiée par Viking Books en avril 2008. Elle s'est classée dans la liste des 10 meilleurs livres de la catégorie documentaire (Top 10 hardbacks: non-fiction) du Sunday Times. Selon ce journal, « Smith n'est pas nihiliste, loin de là. Sa petite musique est celle du sens commun, de la décence, de la loyauté à sa famille et à sa communauté » (Smith is no nihilist; far from it. He sings a song of common sense, decency, loyalty to your family and community).

### Vie privée
Mark E. Smith a épousé la guitariste californienne Laura Elisse Salenger (Brix Smith, membre du groupe de 1983 à 1989 et de 1994 à 1996) le 19 juillet 1983. Ils ont divorcé en 1989. Il a aussi été marié avec Safron Pryor, secrétaire du Cog Sinister Fan Club, du 27 novembre 1991 à février 1995.
Il s'est remarié avec Eleni (parfois appelée Elenor ou Elena) Poulou, rencontrée à Berlin en 2001 (elle est membre de The Fall depuis septembre 2002).

## Travaux personnels

### Musique
À côté de son activité au sein du groupe, Mark E. Smith a réalisé deux albums solo qui sont plus des lectures, avec notamment la reprise de paroles du groupe :
- The Post-Nearly Man (1988)
- Pander! Panda! Panzer! (2002)

Il participe à partir de 2006 au trio Von Südenfed composé de Mark E. Smith et Mouse on Mars (Andi Toma et Jan St. Werner)
- Tromatic Reflexxions (2007)

Smith est aussi apparu comme chanteur invité avec Edwyn Collins, les Inspiral Carpets (Devil Hopping, 1994), Elastica, Long Fin Killie, Mouse on Mars, Coldcut, Ghostigital, et Gorillaz (Glitter Freeze sur l'album Plastic Beach)

### Écriture, acteur
En 1987, Mark E. Smith a écrit la pièce Hey, Luciani inspirée du court règne du pape Jean-Paul Ier. Il publie régulièrement des tribunes dans des journaux comme le New Musical Express (NME). En 2008, il publie son autobiographie. 
Il a été acteur dans divers programmes de télévision et films, a fait une brève apparition (lui-même) dans le film de Michael Winterbottom 24 Hour Party People.

## Discographie

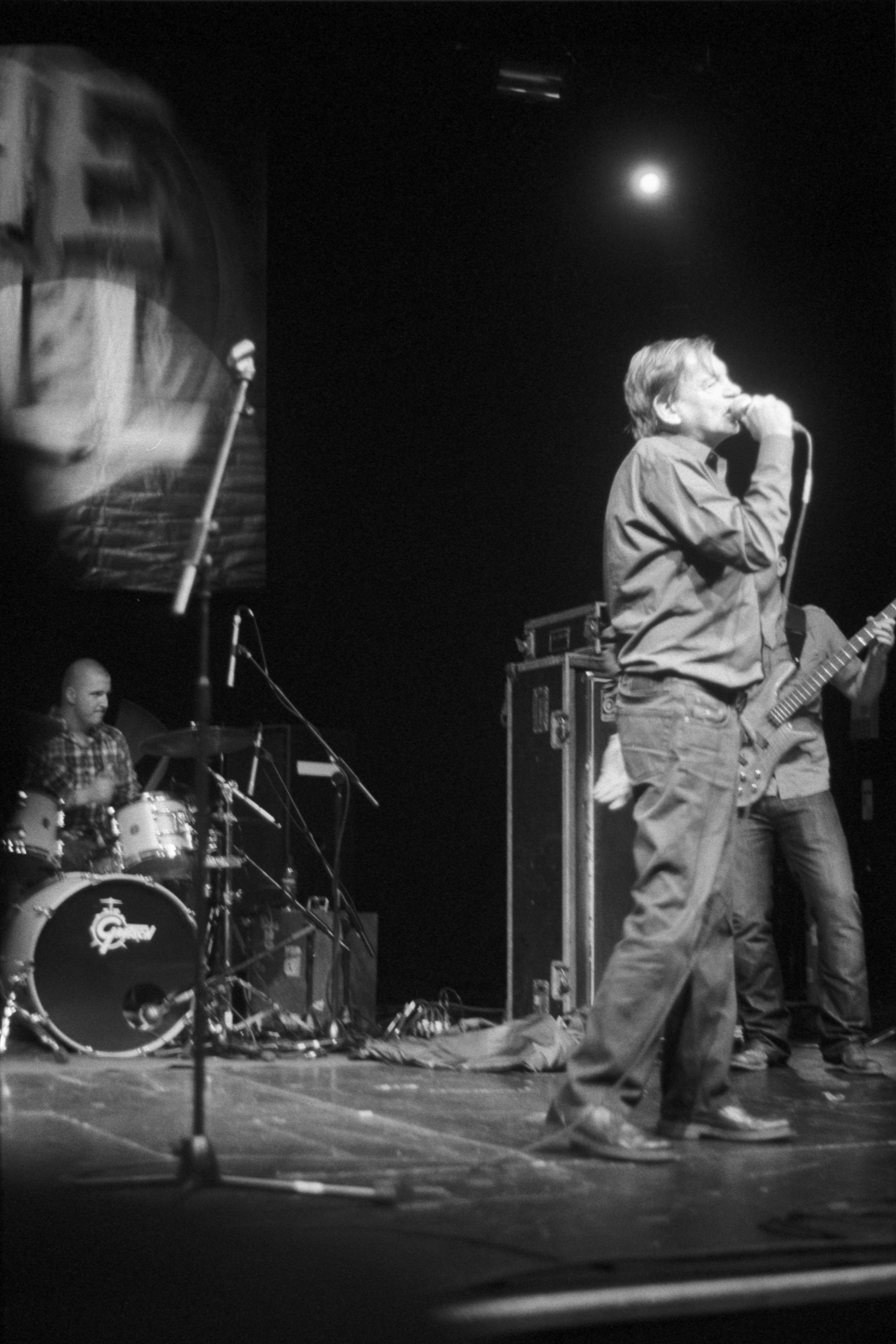
The Fall à Édimbourg en 2011.

Avec The Fall
En solo
- 1998 : The Post Nearly Man
- 2002 : Pander Panda Panzer

## Publications

### En français
- Renégat, Le serpent à plumes, coll. « Musique », Paris, 2016,  (ISBN 979-10-94680-39-1)

### En anglais
- The Fall Lyrics, Lough Press, Berlin, 1985
- Mick Middles & Mark E. Smith, The Fall, Omnibus Press, Londres, 2003.  (ISBN 0-7119-9762-4)
- Renegade, the Lives and Tales of Mark E. Smith, Viking, 256 p., 2008  (ISBN 978-0-670-91674-0)

#### En français
- Michka Assayas, Dictionnaire du rock, Éditions Robert Laffont, coll. « Bouquins », Paris, 2000,  (ISBN 2-221-09224-4)
- Luz, The Joke, une bédé consacrée à la figure de MES, Les Requins Marteaux, Collection Plombage, 2003, 66 p.  (ISBN 2-909590-83-6)

#### En anglais
- Brian Edge, Paintwork: A Portrait of The Fall, Omnibus Press, Londres, 1989.  (ISBN 0-7119-1740-X)
- Simon Ford, Hip Priest: The Story Of Mark E Smith And The Fall, Quartet Books, Londres, 2003.  (ISBN 0-7043-8167-2)
- Dave Thompson, A User's Guide To The Fall, Helter Skelter Publishing, Londres, 2003.  (ISBN 1-900924-57-9).